# Pygospio muscularis
Pygospio muscularis är en ringmaskart som beskrevs av Ward 1981. Pygospio muscularis ingår i släktet Pygospio och familjen Spionidae. Inga underarter finns listade i Catalogue of Life.